# Dalea aenigma
Dalea aenigma är en ärtväxtart som beskrevs av Rupert Charles Barneby. Dalea aenigma ingår i släktet Dalea, och familjen ärtväxter. Inga underarter finns listade i Catalogue of Life.